# Menander und Glycerion
Menander und Glycerion ist ein relativ unbekannter Roman von Christoph Martin Wieland. Er erzählt in Form eines Briefromans eine fiktive Geschichte in der hellenistischen Antike, obwohl der Figur des Menander ein historisch realer Komödiendichter zugrunde liegt.
Außer durch die für Wieland typische elegante sprachliche Form und den für ihn ebenso bezeichnenden Humor, der in immer neuen überraschenden Wendungen seine Figuren teils als Idealgestalten, teils aber gerade auch als Menschen mit Fehlern zeichnet, ist an diesem kleinen Roman bemerkenswert, dass die weibliche Protagonistin insgesamt dem männlichen Protagonisten weder geistig, noch körperlich, weder an Klugheit oder Ethos, mithin Charakter, noch an äußerlicher Schönheit oder Anmut unterlegen ist, im Gegenteil, der Autor lässt den zu Beginn scheinbaren Protagonisten Menander, am Ende im Vergleich zur nun gleichsam zur wahren Protagonistin gewordenen Glycerion, eher alt aussehen. Beider Charakter entwickelt sich im Laufe der Handlung, die über einige Jahre geht – insofern ist es zugleich ein Entwicklungsroman. Menander lernt dabei insbesondere seine Fehler und Grenzen kennen, Glycerion entwickelt sich vom unbedarften Mädchen aus der Provinz zu einer immer noch schönen, nun aber klügeren und charakterlich reiferen, dabei aber nach wie vor mental und emotional intelligenten und zugleich moralisch integren Frau, die sich am Ende übrigens für einen anderen entscheidet.

## Ausgaben
- Menander und Glycerion. Ein Liebesroman in Briefen. Mit einem Nachwort von Jan Philipp Reemtsma, Insel Verlag: Frankfurt am Main 2002